# Barcice Dolne
Barcice Dolne é um município da Polónia. Localiza-se na Pequena Polônia no sudeste do país, as margens do Poprad. Tem cerca de 670 habitantes.